# 1056

## Události
- založen španělský klášter Nájera

## Narození
- Balduin II. Henegavský, henegavský hrabě († 1098)

## Úmrtí
- 5. října – Jindřich III. Černý, císař (* 28. října 1017)
- ? – Theodora III., byzantská císařovna (okolo 985)

## Hlavy států
- České knížectví – Spytihněv II.
- Papež – Viktor II.
- Svatá říše římská – Jindřich III. Černý / Jindřich IV.
- Anglické království – Eduard III. Vyznavač
- Aragonské království – Ramiro I.
- Barcelonské hrabství – Ramon Berenguer I. Starý
- Burgundské království – Rudolf III.
- Byzantská říše – Theodora / Michael VI. Stratiotikos
- Dánské království – Sven II. Estridsen
- Francouzské království – Jindřich I.
- Kyjevská Rus – Izjaslav I. Jaroslavič
- Kastilské království – Ferdinand I. Veliký
- Leonské království – Ferdinand I. Veliký
- Navarrské království – Sancho IV.
- Norské království – Harald III. Hardrada
- Polské knížectví – Kazimír I. Obnovitel
- Skotské království – Macbeth I.
- Švédské království – Emund Starý
- Uherské království – Ondřej I.